# Seán Hales

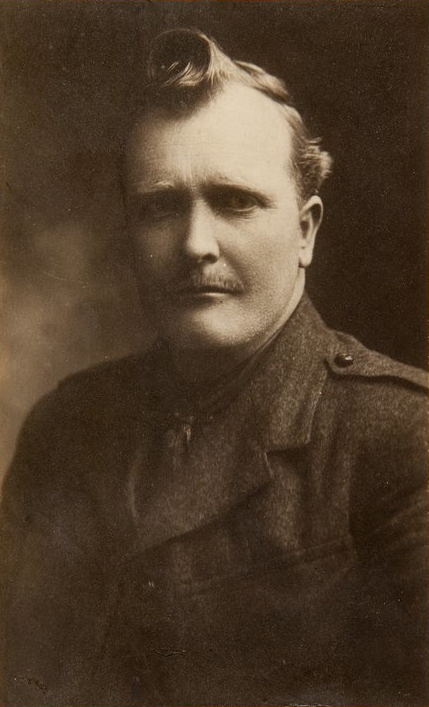
Seán Hales

Seán Hales (Ballinadee, ? - Dublin, 6 december 1922) was een Ierse politiek activist. Samen met zijn broer Tom was hij tijdens de Ierse Onafhankelijkheidsoorlog sterk betrokken bij de IRA. Hoewel hij aanvankelijk tegen het sluiten van het Anglo-Iers Verdrag was, werd hij door Michael Collins overgehaald toch voor dit verdrag te stemmen.
Bij de verkiezingen van 1921 werd Hales als Sinn Féin-lid toegelaten tot de Tweede Dáil als vertegenwoordiger van een kiesdistrict dat het grootste deel van County Cork besloeg. Bij de verkiezingen van 1922 werd hij als vertegenwoordiger van hetzelfde kiesdistrict verkozen tot Teachta Dála. Kort hierna brak de Ierse Burgeroorlog uit, een conflict tussen de voor- en tegenstanders van de Ierse Vrijstaat.
Op 6 december 1922 werd Hales vermoord door een of enkele tegenstanders van het Anglo-Iers Verdrag, vermoedelijk als vergelding voor enkele executies die kort daarvoor door troepen van de Ierse Vrijstaat waren uitgevoerd. De vrijstaat reageerde hier weer op door twee dagen later vier Republikeinse leiders in gevangenschap te executeren. Het is nooit helemaal duidelijk geworden of de aanslag specifiek gericht was op Hales, of dat Liam Lynch de opdracht had gegeven zo veel mogelijk Teachta Dála-leden dood te schieten.
- Library of Congress Control Number: no2016115466
- Virtual International Authority File: 315945280
- WorldCat: E39PBJrWBW4rHvxxY48bF7jQv3